# Craniosinostosi
La craniosinostosi, cranioestenosi  o craneosintosi en anglès: Craniosynostosis (de cranio, crani; + syn, junt amb; + ostosis relatiu a l'os) és una condició en la qual una o més de les sutures fibroses en el crani d'un infant es fonen prematurament tornant-se os (ossificació), d'aquesta manera es canvia el patró del creixement del crani. De vegades en resulta una forma anormal del cap i de les característiques facials en alguns casos pot incrementar la pressió intracranial dificultant la visió, la son i l'alimentació amb una reducció significativa del coeficient intel·lectual.
La craniosintosi ocorre en un de cada 2.000 naixements.
La hipòtesi que Wolfgang Amadeus Mozart morí per una craniosintosi es basa en l'anàlisi d'un crani d'una fosa comuna (on Mozart va ser enterrat) però actualment no es considera gaire probable especialment des dels estudis fets per H.C. Robbin Landon

## Complicacions
No totes les anormalitats cranials dels infants degudes a la craniosinostosi són només una conseqüència de la fusió prematura de la sutura cranial
Entre les complicacions es troba l'increment de la pressió cranial i l'àpnea obstructiva de la son

## Classificació
Hi ha diverses maneres de classificar la craniosintosi.
- Per exemple, pel nombre de sutures tancades (‘simple’ o ‘complexa’)

- Una segona classificació és per la forma del crani

- Una tercera classificació implica la presència o absència d'una síndrome craniofacial identificada

## Tractament
Mitjançant la cirurgia
.